# Table de dérivées usuelles
Cet article énumère les fonctions dérivées de quelques fonctions usuelles.
| Domaine de définition {\displaystyle D_{f}}                                           | Fonction {\displaystyle f(x)}              | Domaine de dérivabilité {\displaystyle D_{f'}}                                        | Dérivée {\displaystyle f'(x)}                                                         | Condition ou remarque |
| ------------------------------------------------------------------------------------- | ------------------------------------------ | ------------------------------------------------------------------------------------- | ------------------------------------------------------------------------------------- | --- |
| {\displaystyle \mathbb {R} }                                                          | {\displaystyle k}                          | {\displaystyle \mathbb {R} }                                                          | 0                                                                                     | {\displaystyle k} constante réelle |
| {\displaystyle \mathbb {R} }                                                          | {\displaystyle k\,x}                       | {\displaystyle \mathbb {R} }                                                          | {\displaystyle k}                                                                     | {\displaystyle k} constante réelle |
| {\displaystyle \mathbb {R} }                                                          | {\displaystyle x^{n}}                      | {\displaystyle \mathbb {R} }                                                          | {\displaystyle n\,x^{n-1}}                                                            | {\displaystyle n} entier naturel |
| {\displaystyle \mathbb {R} ^{*}}                                                      | {\displaystyle {\frac {1}{x^{n}}}=x^{-n}}  | {\displaystyle \mathbb {R} ^{*}}                                                      | {\displaystyle -nx^{-n-1}=-{\frac {n}{x^{n+1}}}}                                      | {\displaystyle n} entier naturel |
| {\displaystyle \mathbb {R} _{+}}                                                      | {\displaystyle {\sqrt[{n}]{x}}=x^{1/n}}    | {\displaystyle \mathbb {R} _{+}^{*}}                                                  | {\displaystyle (1/n)x^{(1/n)-1}={\frac {1}{n{\sqrt[{n}]{x^{n-1}}}}}}                  | {\displaystyle n} entier naturel |
| {\displaystyle \mathbb {R} _{+}^{*}}                                                  | {\displaystyle x^{\alpha }}                | {\displaystyle \mathbb {R} _{+}^{*}}                                                  | {\displaystyle \alpha x^{\alpha -1}}                                                  | {\displaystyle \alpha } constante réelle. Fonction prolongeable par continuité en 0 si α ≥ 0, et de prolongée dérivable en 0 si α ≥ 1. |
| {\displaystyle \mathbb {R} ^{*}}                                                      | {\displaystyle \ln \|x\|}                  | {\displaystyle \mathbb {R} ^{*}}                                                      | {\displaystyle {\frac {1}{x}}}                                                        | Cas {\displaystyle a=\mathrm {e} } de {\displaystyle \log _{a}\|x\|}                                                                   |
| {\displaystyle \mathbb {R} ^{*}}                                                      | {\displaystyle \log _{a}\|x\|}             | {\displaystyle \mathbb {R} ^{*}}                                                      | {\displaystyle {\frac {1}{x\ln a}}}                                                   | {\displaystyle a>0} et {\displaystyle a\neq 1}                                                                                         |
| {\displaystyle \mathbb {R} }                                                          | {\displaystyle {\rm {e}}^{x}}              | {\displaystyle \mathbb {R} }                                                          | {\displaystyle {\rm {e}}^{x}}                                                         | Cas {\displaystyle a=\mathrm {e} } de {\displaystyle a^{x}}                                                                            |
| {\displaystyle \mathbb {R} }                                                          | {\displaystyle a^{x}}                      | {\displaystyle \mathbb {R} }                                                          | {\displaystyle a^{x}\ln a}                                                            | {\displaystyle a>0} |
| {\displaystyle \mathbb {R} }                                                          | {\displaystyle \sin x}                     | {\displaystyle \mathbb {R} }                                                          | {\displaystyle \cos x}                                                                | |
| {\displaystyle \mathbb {R} }                                                          | {\displaystyle \cos x}                     | {\displaystyle \mathbb {R} }                                                          | {\displaystyle -\sin x}                                                               | |
| {\displaystyle \mathbb {R} \setminus \left({\frac {\pi }{2}}+\pi \mathbb {Z} \right)} | {\displaystyle \tan x}                     | {\displaystyle \mathbb {R} \setminus \left({\frac {\pi }{2}}+\pi \mathbb {Z} \right)} | {\displaystyle {\frac {1}{\cos ^{2}x}}=1+\tan ^{2}x}                                  | |
| {\displaystyle \mathbb {R} \setminus \left(\pi \mathbb {Z} \right)}                   | {\displaystyle \cot x}                     | {\displaystyle \mathbb {R} \setminus \left(\pi \mathbb {Z} \right)}                   | {\displaystyle -{\frac {1}{\sin ^{2}x}}=-1-\cot ^{2}x}                                | |
| {\displaystyle \left[-1,1\right]}                                                     | {\displaystyle \arcsin x}                  | {\displaystyle \left]-1,1\right[}                                                     | {\displaystyle {\frac {1}{\sqrt {1-x^{2}}}}}                                          | |
| {\displaystyle \left[-1,1\right]}                                                     | {\displaystyle \arccos x}                  | {\displaystyle \left]-1,1\right[}                                                     | {\displaystyle -{\frac {1}{\sqrt {1-x^{2}}}}}                                         | |
| {\displaystyle \mathbb {R} }                                                          | {\displaystyle \arctan x}                  | {\displaystyle \mathbb {R} }                                                          | {\displaystyle {\frac {1}{1+x^{2}}}}                                                  | |
| {\displaystyle \mathbb {R} }                                                          | {\displaystyle \operatorname {sinh} x}     | {\displaystyle \mathbb {R} }                                                          | {\displaystyle \operatorname {cosh} x}                                                | |
| {\displaystyle \mathbb {R} }                                                          | {\displaystyle \operatorname {cosh} x}     | {\displaystyle \mathbb {R} }                                                          | {\displaystyle \operatorname {sinh} x}                                                | |
| {\displaystyle \mathbb {R} }                                                          | {\displaystyle \operatorname {tanh} x}     | {\displaystyle \mathbb {R} }                                                          | {\displaystyle {\frac {1}{\operatorname {cosh} ^{2}x}}=1-\operatorname {tanh} ^{2}x}  | |
| {\displaystyle \mathbb {R} ^{*}}                                                      | {\displaystyle \operatorname {coth} x}     | {\displaystyle \mathbb {R} ^{*}}                                                      | {\displaystyle {\frac {-1}{\operatorname {sinh} ^{2}x}}=1-\operatorname {coth} ^{2}x} | |
| {\displaystyle \mathbb {R} }                                                          | {\displaystyle \operatorname {arsinh} \,x} | {\displaystyle \mathbb {R} }                                                          | {\displaystyle {\frac {1}{\sqrt {1+x^{2}}}}}                                          | |
| {\displaystyle \left[1,+\infty \right[}                                               | {\displaystyle \operatorname {arcosh} \,x} | {\displaystyle \left]1,+\infty \right[}                                               | {\displaystyle {\frac {1}{\sqrt {x^{2}-1}}}}                                          | |
| {\displaystyle \left]-1,1\right[}                                                     | {\displaystyle \operatorname {artanh} \,x} | {\displaystyle \left]-1,1\right[}                                                     | {\displaystyle {\frac {1}{1-x^{2}}}}                                                  | |
| {\displaystyle \mathbb {R} }                                                          | {\displaystyle {\frac {1}{1+e^{-x}}}}      | {\displaystyle \mathbb {R} }                                                          | {\displaystyle f(x)(1-f(x))}                                                          | Fonction sigmoïde |

Si {\displaystyle g} est l'une de ces fonctions, la dérivée de la fonction composée {\displaystyle x\mapsto g(cx)} (où {\displaystyle c} est un réel fixé) sera {\displaystyle x\mapsto cg'(cx)}.